# Cabo de Consolación
El cabo de Consolación, también conocido como cabo de Santa María de la Consolación y cabo de Santo Agostinho, fue el lugar de llegada de Vicente Yáñez Pinzón a Brasil el 26 de enero de 1500, el primer punto de la costa brasileña al que llegaban europeos.

## La polémica
La tradición histórica lo ha identificado con el cabo de Santo Agostinho (en el estado de Pernambuco). No obstante, desde mediados del siglo XX han surgido un buen número de hipótesis que ponen en duda la identidad del cabo de San Agustín con el cabo de Santa María de la Consolación, el famoso punto de llegada de Vicente Yáñez al Brasil. Por ello, se presentan algunos documentos en los que hablan los testigos que protagonizaron estos acontecimientos, aclarando algunas cuestiones bastante significativas.
En primer lugar, se cuenta con el testimonio de Juan de la Cosa (1460-1510) en su conocido mapa de 1500, inmediato a los hechos y primero donde se representan las tierras descubiertas, donde, señalando el cabo de Santa María de la Consolación, el marino del puerto de Santoña (Cantabria) afirma:

Este cavo se descubrió en año de mil y CCCCXCIX por Castilla syendo descobridor Vicentiañes.

Como naturalmente se sabe, el descubrimiento fue en enero de 1500, pero los hombres de Diego de Lepe (1460-1512) fueron los que informaron a Juan de la Cosa, y como ellos llegaron después que Yáñez hubiera descubierto supusieron que lo había hecho a finales de 1499.
El dato irrefutable del mapa es el descubrimiento de Pinzón, refrendado inmediatamente por la expedición de Lepe que le seguía, que incluso llegan a afirmar que «doblaron el cabo», lo cual no tiene que ser necesariamente hacia el sur, pues, como efectivamente afirma Manzano, la vía del sur solo la siguió un castellano en esta época: el regidor moguereño Alonso Vélez de Mendoza (1461-1511), pero pudieron doblarlo hacia el norte. Así pues, se tiene confirmado el descubrimiento de Vicente Yáñez, ratificado por Lepe e inmortalizado por Juan de la Cosa en su mapa.
Los primeros cronistas, o historiadores de Indias, señalan todos de forma unánime y sin ninguna duda a Vicente Yáñez Pinzón como descubridor del Brasil. En cuanto al punto de llegada, el sacerdote italiano Pedro Mártir de Anglería (1457-1526), con extraña parquedad considerando su habitual locuacidad, menciona el cabo de Santa María de la Consolación.
Fray Bartolomé de las Casas (1484-1566) identifica ya dicho cabo con el de San Agustín. Y Herrera, directamente, afirma que llegaron al cabo de San Agustín, que antes se llamó «cabo de la Consolación».
En los años 1520, ya el padre Ángel Ortega (1871-1933) advertía que había que tener cuidado con las crónicas, y se refería especialmente a la del milanés, pues su confusión de los hechos en el último viaje se estaba transmitiendo a muchos historiadores. Y sobre las declaraciones de los testigos también advierte el investigador franciscano, lo mismo que hizo la estadounidense Alice Gould (1868-1953), que algunos marinos hablan de un «segundo viaje [de Pinzón] porque cuentan el que había hecho primero con Colón».

## Los testimonios
Respecto a los Pleitos colombinos, cuando el Fiscal de Su Majestad Pedro Ruiz llama a declarar en 1513 a los protagonistas de estos descubrimientos les hizo la siguiente pregunta:

«PREGUNTA VI: Si saben que Vicente Yáñez Pinzón e los que con él fueron a descubrir, descubrieron hacia la parte de levante a la costa que está descubierta hasta la punta que llaman de Santa Cruz e de San Agustín, e de aquí entró en la boca del río grande donde hallaron el agua dulce que entraba en el mar, e que el Almirante ni otra persona destos reynos nunca antes descubrieron aquella costa, salvo el dicho Vicente Yáñez Pinzón por su industria, e que el dicho Vicente Yáñez no vino con el dicho Almirante cuando dice que descubrió a Paria.»

Contestaron a dicha pregunta, en Santo Domingo:

Que fue con Vicente Yáñez a descubrir la primera vez estas provincias. (...) Que lo sabe como se contiene porque iba de piloto en el dicho viaje. [Juan de Jerez]

Que lo saben, etc. porque iban en el viaje en que dicho Vicente Yáñez fue el primero en descubrir, etc. [Cristóbal de Vega y Diego de Alfaro]

Que Vicente Yáñez fue a descubrir mes y medio o dos meses antes que Diego de Lepe y después fue el dicho Diego de Lepe en cuya compañía iba este testigo por piloto.

Rodrigo Álvarez y el piloto Andrés Morales confirman igualmente este descubrimiento.

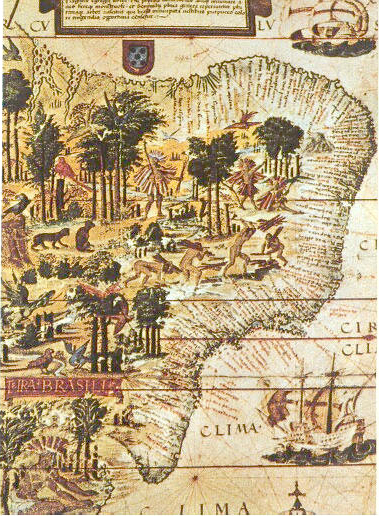
Antiguo mapa de Brasil.

Contestaron a la misma pregunta en Sevilla:

(...) lo contenido en esta pregunta como en ella se contiene (...) porque este testigo es el mismo Vicente Yáñez Pinzón e sabe e es verdad que descubrió desde el cabo de Consolación, ques en la parte de Portugal e agora se llama de Sant Agustín, e que descubrió toda la costa de luengo corriendo al occidente la quarta del norueste que ansí corre la tierra e que descubrió e halló la mar dulce que sale quarenta leguas en la mar e laguna dulce e ansímismo descubrió esta provincia que se llama Paricura e corrió la costa de luengo fasta la boca del Drago e que allí halló este testigo la nueva quel dicho don Cristóbal Colón había llegado a la dicha boca del Drago, e que pasó adelante a la Española como dicho es. [Vicente Yáñez, avecindado en Triana (Sevilla), el 21 de marzo de 1513]

Que sabe e vido que el dicho Vicente Yáñez Pinzón con cuatro carabelas armadas de sí e de sus parientes fueron desde el río de Saltés a descubrir, e que descubrieron 800 leguas de tierra a costa de norueste a sueste, porque este testigo era piloto del dicho Vicente Yáñez Pinzón, e que allí hallaron agua dulce que entraba en la mar de 20 leguas, e que nunca antes que esta tierra descubriesen no había ido por allí el dicho Almirante ni otra persona destos reinos...[Juan de Umbría]

Respondieron en Palos:

Que es sobrino de Vicente Yáñez e fue con él en dicho viaje por capitán. [Arias Pérez]

Que lo sabe como en esta pregunta se contiene, porque el mismo viaje quel dicho Vicente Yáñez Pinzón fue a descubrir lo contenido en esta pregunta, este testigo fue por capitán de un navío de los que el dicho Vicente Yáñez llevaba, e que tomaron su derrota de las islas de Cabo Verde dende la isla del Fuego e fueron fasta que descubrieron la tierra firme, e dende allí vinieron costeando e descubriendo desde Rostro Hermoso, que le pusieron al tiempo, fasta juntar la tierra con la Paria en que hobo 800 leguas de costa, que la dicha tierra no estaba descubierta antes, e quel dicho Vicente Yáñez y este testigo tomaron la posesión de la tierra por S. A. e cortaron muchos ramos de árboles, e en algunos principales lugares hacían cruces en señal de posesión e poniendo otras cruces de madera. [Diego Fernández Colmenero, casado con una hija de Martín Alonso Pinzón]

Que lo que sabe este testigo es que fue con el dicho Vicente Yáñez Pinzón cuando se descubrió lo contenido en la dicha pregunta por escribano de S. A. e que vido quel dicho Vicente Yáñez descubrió las costa de Paria fasta la punta de Santa Cruz y saltó en tierra con cantidad de su gente y cuatro escribanos, de cada una nao el suyo, de S. A. e en señal de posesión ficieron cruces e pusieron nombre allí donde tocaron este día Rostro Hermoso, el día que la dicha tierra se descubrió; allí estuvieron ciertos días e se partieron de allí tomando la vuelta del norueste corriendo la costa hacia la dicha Paria, e que de allí deste Rostro Hermoso se halló por los pilotos haber 750 leguas fasta la bahía de Paria, e que de allí corrieron la dicha vuelta e tocaron en un seno de dos bajos el uno de la parte del mar y el otro de la parte de tierra, e que de antes nunca había sido descubierta ni hombre la había descubierto; todo lo qual este testigo vido a vista de ojos, e que se descubrió por el dicho Vicente Yáñez Pinzón e por su buena industria e que fue lo que descubrió dende que dieron en Rostro Hermoso que fue la primera tierra hasta la Paria 750 leguas de costa según dicho de los pilotos que fueron Juan de Umbría e Juan de Jerez e otro vecino de San Juan del Puerto que este testigo no se acuerda su nombre. [Garcí Fernández, físico de Palos, de probada credibilidad]

Diego Prieto, confirma lo contenido en la pregunta.

Declararon en Huelva:

Que al tiempo que el dicho Vicente Yáñez Pinzón, e los que con él iban, fueron a descubrir, este testigo iba en el navío del dicho Vicente Yáñez Pinzón, e vido como el dicho Vicente Yáñez e los que con él iban fueron hacia la parte de levante desde la isla de Cabo Verde, e fueron la vía de surueste entremedias del sur, y el dicho Vicente Yáñez y los que con él iban hallaron la tierra firme, e saltó en la barca del navío donde iban y no consintió que ninguno de los que con él iban saltase en tierra salvo el dicho Vicente Yáñez Pinzón e ciertos escribanos que iban con el dicho navío por el Rey nuestro señor, los quales saltaron con el dicho Vicente Yáñez Pinzón en la tierra, e este testigo vido como el dicho Vicente Yáñez Pinzón tomó la posesión de la dicha tierra firme en voz e en nombre del Rey nuestro señor. [Antón Hernández Colmenero]

Que lo que sabe de esta pregunta es que lo sabe como en ella se contiene. Preguntado cómo lo sabe, dijo que porque este testigo al tiempo que Vicente Yáñez Pinzón y los que con él iban, fueron a descubrir, este testigo fue con ellos y vido como el dicho Vicente Yáñez descubrió él y los que con él iban facia la parte de levante a la costa que está descubierta facia la punta que llaman de Santa Cruz e de San Agustín, e que de allí vido este testigo como entró en la boca del río grande contenido en esta pregunta, donde fallaron el agua dulce, y aun este testigo dice que bebió della, el qual entra en la mar, e que sabe que al tiempo quel dicho Vicente Yáñez fue en el dicho viaje, nunca fue el Almirante ni otra persona alguna destos reynos, porque aquella costa nunca la descubrió otra persona ninguna salvo el dicho Vicente Yáñez. [García Hernández]

Contestaron en Lepe:

Que sabe quel dicho Vicente Yáñez Pinzón fue a descubrir y este testigo fue con él, e fueron derechamente a las islas de Antonio que son del rey de Portugal a hacer carnage, e que de allí partieron la vía del sursudeste para ir en busca de descubrir, e pensaron no hallar tierra dende en tres o cuatro meses, e al cabo de catorce días dieron en tierra firme la vía del sursudeste, e dieron en un cabo al qual pusieron nombre Rostro Hermoso... [Pedro Ramírez]

Que fue con el dicho Vicente Yáñez Pinzón la segunda vez que fue a descubrir e que sabe e vido quel dicho Vicente Yáñez descubrió partiendo de cabo Verde al sursudeste e que fallaron tierra a 500 leguas, a la qual tierra no había llegado ningún navío ni estaba descubierta, e allí puso el dicho Vicente Yáñez por nombre Rostro Hermoso, que agora diz que se llama Santa Cruz e San Agustín, y el dicho Vicente Yáñez tomó la posesión por el Rey, y de allí corrieron al norueste fallando en el camino muchos ríos e puertos yendo costeando e dieron en un río grande fasta Paria... [Manuel Valdobinos]

## Algunas conclusiones
Testigos y más testigos, hombres que estuvieron presentes en los descubrimientos, que cuentan lo que vieron «a vista de ojos», que declararon en distintos lugares y en distintas fechas a una misma pregunta, y que coinciden en lo fundamental: Vicente Yáñez Pinzón descubrió el cabo de Santa María de la Consolación en enero de 1500 y este fue llamado luego cabo de San Agustín. Cualquier tribunal, cualquier jurado actual no tendría dudas sobre la veracidad de unos hechos confirmados desde tan diversas perspectivas. Y así se admitió sin más durante mucho tiempo. Pero quizás esto era demasiado claro, demasiado simple, y, como se suele decir, solo se pueden escribir diez folios sobre las certezas y mil sobre las dudas.
Por eso tal vez, algunos historiadores empezaron a destacar las pequeñas discrepancias entre los testigos, que hablaban de memoria de unos acontecimientos que habían sucedido al menos 13 años antes, y, sobre todo, a resaltar datos de la narración caótica que Pedro Mártir de Anglería hace del supuesto segundo viaje de Pinzón a la costa brasileña, que el milanés sitúa en 1509, y en la que afirma que Vicente Yáñez llegó a los 7º de latitud Sur. Así, desde mediados del siglo XX, no antes, y esto creo que es digno de tener en cuenta, el cabo de Santa María de la Consolación va ascendiendo hacia el Norte por la costa brasileña.
Primero a la zona Noroeste del actual cabo de San Agustín, ubicándolo en Rostro Hermoso, donde Vicente Yáñez tomó posesión de la tierra, por segunda vez, la primera fue en Santa María de la Consolación solo con los escribanos, pero en la siguiente lo hizo con asistencia de mayor número de participantes que luego recordaron este hecho. Sin embargo, Pinzón distinguió claramente al mencionar sus descubrimientos entre el cabo de la Consolación y Rostro Hermoso, lo mismo que también los distinguieron los Reyes al capitular en 1501 con el capitán palermo.
Y ya iniciado el debate, el famoso cabo sigue ascendiendo hasta llegar a ser identificado por algunos con el cabo de San Roque, y este ya se encuentra a 5º de latitud Sur. Pero ni siquiera se detuvo allí, poco a poco lo siguieron llevando hacia el Norte, y parece que se ha detenido, al menos de momento, en la punta de Mocuripe, cerca de la actual Fortaleza, a 3º 42' de latitud Sur, donde lo coloca Max Justo Guedes, comandante de la marina brasileña, argumentando con tan buenas razones su decisión que convence al parecer a Morison, Ramos y hasta a Manzano. Por fortuna, ya no queda mucho espacio para que el cabo de Santa María de la Consolación pueda seguir ascendiendo, porque sencillamente se va al hemisferio Norte.
Recuérdese que Anglería afirmaba que las carabelas de Pinzón siguieron la costa con rumbo «al occidente hacia Paria, en un espacio de 300 leguas, hasta la punta de tierra donde se pierde el polo ártico». Este punto es especialmente interesante porque, según Damiao Peres, la Polar o Estrella del Norte se divisa, o se deja de ver a los 2º 30' de latitud, y Pinzón dice haber navegado 300 leguas hasta el cabo de San Vicente, a los que se podrían añadir las 40 de anchura del Amazonas, la provincia de Camamoro y la costa de Rostro Hermoso hasta llegar al cabo de Santa María de la Consolación. Mucha distancia para que quepa en 1º y 12', y se pueda situar dicho Cabo en la punta de Mocuripe a 3º 42'. Aún considerando que el total de costa recorrida sea solo de 300 leguas, para hacerlo coincidir con las 240 o 246 que navegaron las naves durante la ida después de que dejaron de ver la Estrella del Norte, serían suficientes para que no cupieran, no ya solo en 1º y 12' sino en una mayor amplitud latitudinal.
Considerando que 1º grado de latitud serían unas 20 leguas, si se tomáran las 300 leguas en dirección meridiana, o sea Norte-Sur, ello llevaría el cabo de Santa María de la Consolación a los 15º Sur, muy cerca por cierto de donde lo colocó el cartógrafo Andrés Morales en la junta de pilotos que en noviembre de 1515 se reunieron en Sevilla para determinar la posición del famoso cabo. Manzano dice que debió confundirle la información que recibió del viaje realizado al Sur del cabo de San Agustín por la expediciones de Alonso Vélez de Mendoza y portuguesas, lo cierto es que el mapa de Morales fue el preferido por la Corona y por Fonseca, ¿a pesar del error o precisamente por él? El error era demasiado grosero para que un cartógrafo lo cometiera involuntariamente.
Efectivamente no se puede considerar la dirección meridiana, pero es que basta con establecer las 300 leguas de costa recorrida como hipotenusa de un triángulo imaginario, y tomar el ángulo que forma la costa brasileña con la dirección meridiana, para que con un simple cálculo trigonométrico se pueda comprobar que las naves de Pinzón se desplazaron de 5º a 6º de latitud hasta ver la Polar, y sumándoles los 2 grados y medios a los que antes se hizo referencia, se llega a unas cifras que oscilan entre los 7º a los que se refiere Vicente Yáñez, cuyo carácter le hizo siempre pecar por defecto más que por exceso, y los 8 grados y medio de latitud Sur, que obviamente pasan por los 8º que Américo Vespucci estimó para este cabo y los 8º 20' del actual Cabo de Santo Agostinho. En definitiva, se puede jugar con las cifras cuanto se quiere, pero lo cierto es que Vicente Yáñez Pinzón sabía muy bien lo que decía cuando afirmaba que era su cabo de Santa María de la Consolación, lugar de su llegada a Brasil, lo que luego llamaron cabo de San Agustín.
El propio Manzano, desde luego una verdadera autoridad en el tema e hijo adoptivo de Palos de la Frontera desde 1992, admite que Pinzón llegó a «un punto de la costa brasileña situado en 7º de latitud Sur, un poco por debajo del cabo de San Roque, y que bien pudo ser, -como así lo cree él-, el cabo de San Agustín». Eso sí, lo admite para el segundo viaje de Pinzón al Brasil en 1504 que intenta demostrar. Parece como si, al adoptar la tesis de Guedes, lo que verdaderamente le interesa es utilizar esa hipótesis para distinguir entre el primer viaje, cuyo máximo avance hacia el Sur sería la punta de Mocuripe, cerca de la actual Fortaleza, del segundo viaje, en el que afirma estar convencido de que Pinzón llegó efectivamente a cabo de San Agustín.
La verdad es que este hipotético segundo viaje de Vicente Yáñez al Brasil es muy confuso, porque se basa en informaciones muy enrevesadas, especialmente de Anglería, y en sibilinas interpretaciones de algunas declaraciones de testigos en los Pleitos Colombinos. Pero, pese a los encomiables esfuerzos del doctor Manzano y su gran erudición, cuando intenta describir ese segundo viaje, el resultado que obtiene es un periplo sospechosamente parecido al primero. Demasiado parecido. Y se tiene a un Vicente Yáñez empeñado en repetir absurdamente sus acciones, como si el tiempo no hubiera transcurrido, como si no hubiera tenido que recibir ya una abundante información de otros navegantes que habían explorado ya esas costas. El resultado, pues, sería un viaje hecho de retazos bastante improbable, aunque ciertamente no imposible.
De cualquier modo, esa distinción del profesor Manzano entre el primero y el segundo viaje de Pinzón a Brasil, implica su aceptación de que el cabo de Santa María de la Consolación no sea el cabo de San Agustín, aunque admita que el capitán palermo llegara a éste en 1504. Entonces afirma, colocándose según dice junto a Guedes, Morison o Ramos, que el cabo de Santa María de la Consolación es la punta de Mocuripe. Y sin embargo... su inconsciente le traiciona, entendiendo como inconsciente el índice de topónimos de su obra Los Pinzones y el Descubrimiento de América, tomo I, página 605, en la que junto al nombre de cabo de San Agustín escribe textualmente, «(también: Santa Cruz/ Consolación/ Santa María de la Consolación)». Es decir, admite la identidad de estos topónimos. ¿Pudiera ser que, ante la polémica, una el nombre del cabo de Santa María de la Consolación con el de todos los que actualmente se disputan el serlo? No. Nada en punta de Mocuripe, página 601. Nada en Fortaleza, página 595. Nada en cabo de San Roque, página 606.
En el índice onomástico, topográfico y bibliográfico del profesor Manzano los dos supuestos viajes de Vicente Yáñez Pinzón convergen de nuevo, y, por tanto, el cabo de Santa María de la Consolación, el lugar donde se inicia el descubrimiento del Brasil, vuelve a ser el cabo de San Agustín.
En cualquier caso, frente a las incertidumbres de estas teorías y estudios de historiadores que tratan de hilar demasiado fino, siempre se tiene como referencia cierta la declaración de Vicente Yáñez Pinzón en 1513, cuando le responde al fiscal:

(...) que sabe lo contenido en esta pregunta como en ella se contiene, lo qual sabe porque este testigo es el mismo Vicente Yáñez Pinzón e sabe e es verdad que descubrió desde el cabo de Consolación ques en la parte de Portugal e agora se llama de Sant Agustín...

Una referencia segura porque coincide con la de los marinos que le acompañaron, con los de la expedición "gemela" de Diego de Lepe, y, sobre todo, porque solo habría dos causas para que Vicente Yáñez pudiera errar en esta afirmación: ignorancia o maldad, y ninguna de las dos son probables o creíbles cuando se conoce la personalidad del capitán palermo.
Cuando el fiscal le interroga sobre cómo sabe lo contenido en su pregunta dice «porque este testigo es el mismo Vicente Yáñez Pinzón». Obviamente, nadie podía pretender saber mejor que él las tierras que descubrió. Pinzón tenía una bien ganada fama de experto navegante y descubridor. Su carrera era impresionante y ni siquiera la del Almirante, al que ayudó decisivamente junto a su hermano, podía superarla. Sería muy extenso relatar la multitud de testimonios de los marinos que le trataron y reconocieron su pericia y su elevado conocimiento del oficio. El propio Américo Vespucio, que en teoría le superó al ser nombrado piloto mayor de la Casa de la Contratación, y cuyo nombre sirvió para bautizar al continente, no dudó en afirmar que Vicente Yáñez Pinzón había sido el verdadero maestro de los pilotos de la carrera de Indias.
Y el cronista Gonzalo Fernández de Oviedo nunca le menciona sin admiración, afirmando que tenía «reputación de uno de los más diestros hombres que había entre los pilotos del Rey y de aquel tiempo». O sea, de su época, no solo españoles, sino también extranjeros, lo cual entonces significaba especialmente portugueses. Y el testimonio de este cronista es de mayor valor porque dice «Yo le conoscí e tracté, e era uno de los hombres de la mar que yo he visto más bien hablado y que mejor entendía su arte». Oviedo lo tenía muy claro en materia de credibilidad en los descubrimientos, y por eso alguna vez, para validar la veracidad de su relato, creyó más que suficiente decir «lo supe del mismo Vicente Yáñez, que hasta el presente no hay otro autor de tanto crédito».
Sería descabellado pensar que, cuando Vicente Yáñez identifica el cabo de Santa María de la Consolación con el de San Agustín, pudiera confundirse por ignorancia, Él era el descubridor. El navegante con mayor experiencia, reconocido por marinos, pilotos, capitanes y cartógrafos, además de por la propia Corona que lo tuvo por experto consejero en estas materias en las Juntas de Toro y Burgos, y que, incluso cuando declina la invitación real para acompañar a Pedrarias Dávila por encontrarse enfermo, le comenta al Rey que la flota va falta de pilotos y Su Majestad se dio buena prisa en transmitir a los organizadores de la expedición el consejo de Pinzón para que le pusieran remedio. Por todo ello, se puede sin dudar hacer nuestras las palabras de Oviedo y decir que en la cuestión del famoso cabo «no hay otro autor de tanto crédito».
Ahora bien, ¿pudo Vicente Yáñez mentir? ¿pudo equiparar el cabo de Consolación al de San Agustín sabiendo que ese dato era falso por interés propio o de su país? Menos aún. Si el error por desconocimiento es poco probable, la mentira en boca del que fue un joven corsario es imposible. Manzano lo refleja cuando narra el nombramiento de caballero de Pinzón: 

La singular merced de la caballería que recibe el paleño de manera directa, de manos del propio monarca, realza ante nuestros ojos la personalidad del agraciado, pues la singularidad del honor recibido revela una recia personalidad, adornada de excelentes cualidades humanas (valor bien contrastado en arriesgadas empresas de mar y tierra, amor a su patria y a sus Reyes, conducta personal intachable...) (...) Y no es necesario dejar volar la imaginación para reconstruir la buena imagen de nuestro protagonista, porque ahí están para probarlo las sinceras y elogiosas palabras que sobre su persona pronunciaron muchos de los que le conocieron y trataron en la comarca de Palos y en la Corte: "Bicente Añes... hera persona muy onrrada"; "era muy especial onbre"; "era persona muy prençipal e muy esforçado", declaran algunos de sus coterráneos en las diferentes probanzas de los Pleitos colombinos cuando se refieren a su persona. (...) Su recia personalidad y su hombría de bien lo destacaron siempre sobre el resto de los navegantes que en aquella época arriesgaban constantemente sus vidas y haciendas en temerarias empresas de descubrimiento de un Nuevo Mundo. Fernando el Católico fue el primero en reconocer sus relevantes méritos y le honró con la codiciadísima merced de la caballería que ennoblecía a él y a sus descendientes en una época tan poco proclive a semejantes encumbramientos de personas carentes de sangre azul.

Pinzón además declara que el cabo está «en la parte de Portugal», con honradez, así lo cree, y esto lo afirma dos años antes de que se reuniesen  los expertos para decidirlo por fin. Sabiendo que él, su descubridor, ratificaba y aceptaba que no era de su país. Nadie había perdido con ello más que él, a quien le hubiera correspondido ser capitán y gobernador de esas tierras. Vicente Yáñez estaba a un año de su muerte. Nunca se le encontró una falsedad en ninguna declaración, hizo afirmaciones que fueron claramente contra sus intereses, se mostró siempre exacto, no se hacía eco de rumores, y fue objetivo, estricto y moderado. A veces se ha dicho que murió pobre porque le faltó ambición, pero también puede decirse que le sobró honradez para ello. Indiscutiblemente, no se puede ni considerar la posibilidad de que expusiera un testimonio falso voluntariamente. Si él lo dijo, el cabo de Santa María de la Consolación, primera tierra brasileña a la que llegaron los europeos, es el actual cabo de Santo Agostinho.